# Rota (1878)
Rota, officiellt HM Kanonbåt Rota, var en 1:a klass kanonbåt i svenska marinen. Fick originalbeväpningen avmonterad 1906 och användes från 1907 som sjömätningsfartyg. Hon nyttjades också för provning av trådlös kommunikation över stora avstånd. Hon försågs 1915 med en ny luftvärnskanon M/16. Från 1918 utrustades hon med minräls och från 1919 tjänstgjorde hon vid mineringsdivisionerna. Efter detta blev hon flygdepåfartyg under ett år och ingick sedan som utbildningsfartyg i Sjökrigsskoleavdelningen. Efter utrangeringen blev hon målfartyg och sänktes 1929 av HMS Drottning Victoria under skjutövning.

## Galleri

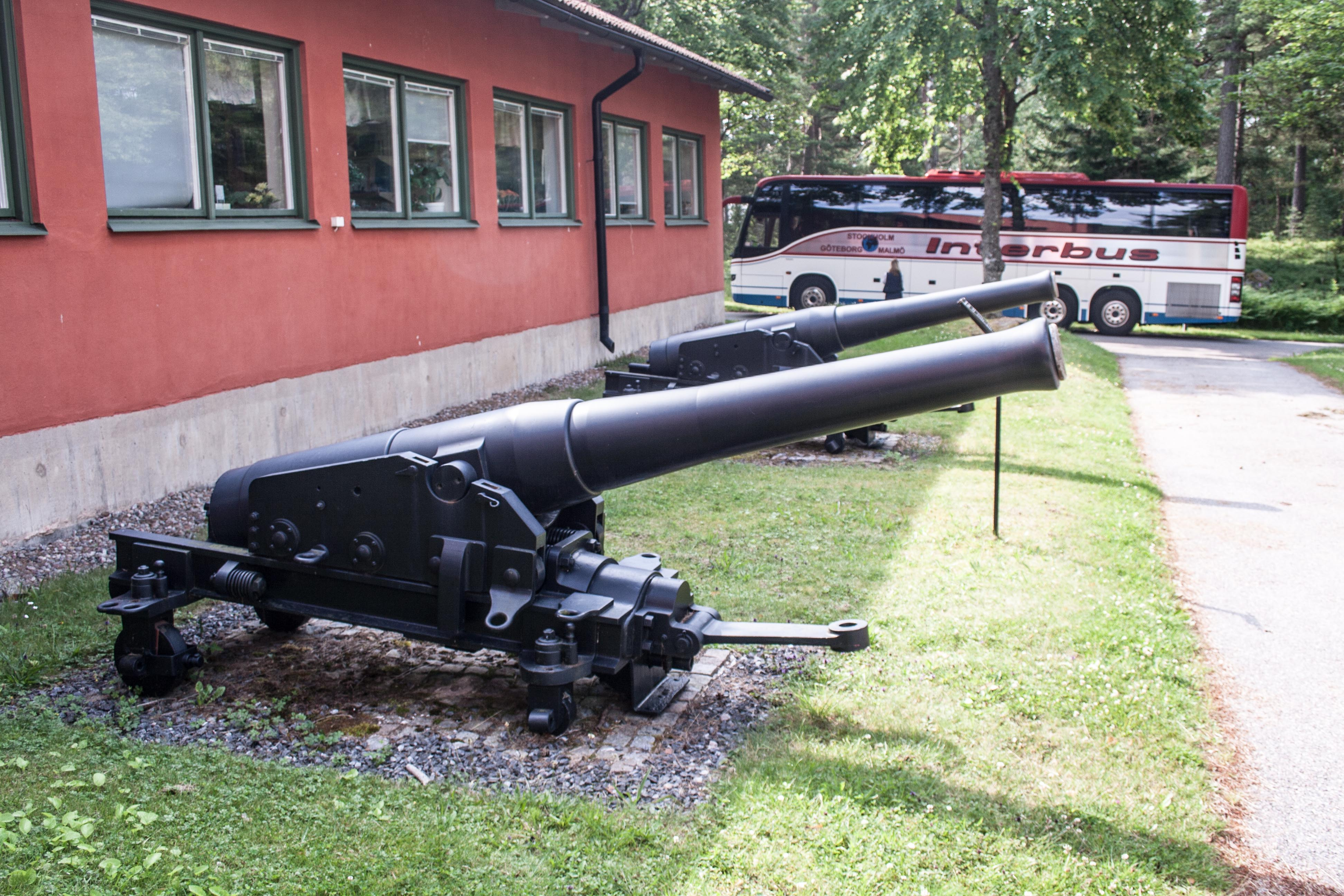
Kanoner från Disa och Rota på Berga örlogsbas.
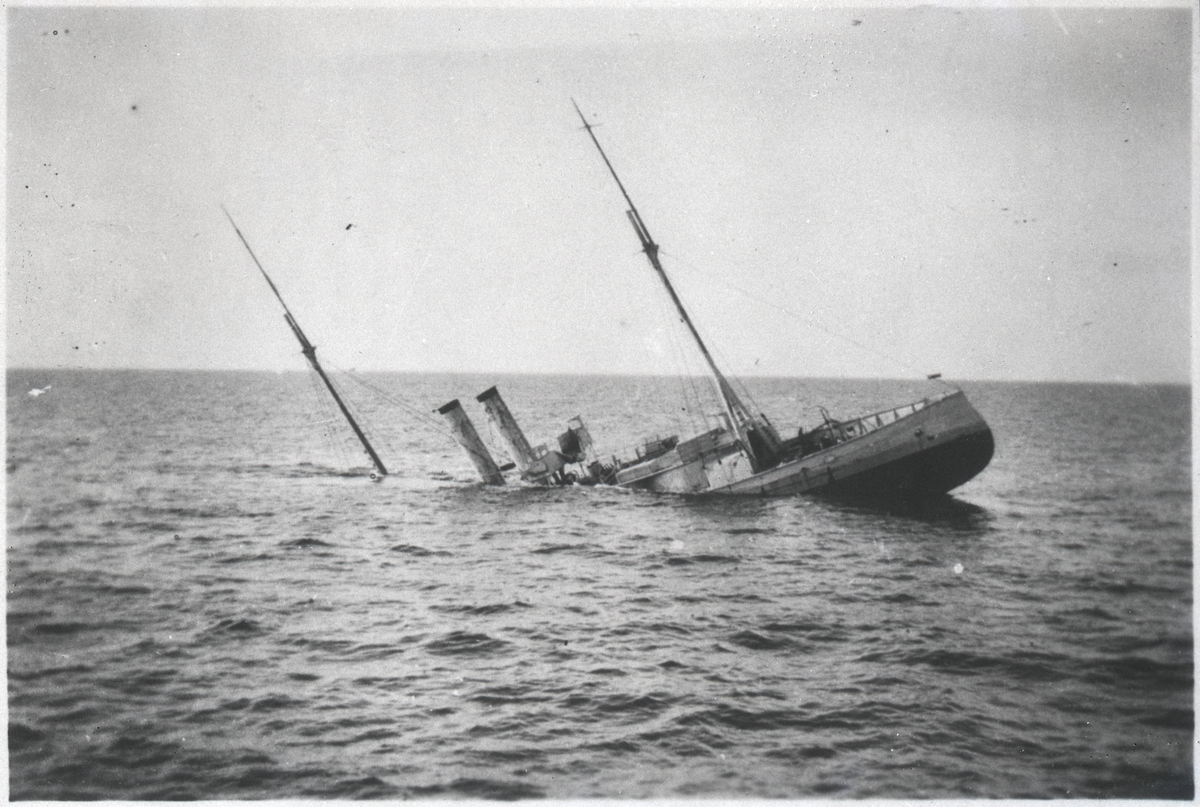
Rota sjunker efter målskjutning med pansarskeppet Drottning Victorias svåra kanoner.